# Reginald Stuart Poole
Reginald Stuart Poole (Londres, 27 de enero de 1832- 8 de febrero de 1895) fue un arqueólogo y orientalista inglés.
Nacido en Londres, fue hijo del reverendo Edward Poole, un bibliófilo muy conocido. Su madre, Sopha, autora del libro The Englishwoman in Egypt, fue la hermana de E. W. Lane, el erudito sobre temas árabes, con quien Poole vivió en El Cairo desde 1842 hasta 1849, donde adquirió un temprano interés por las antigüedades egipcias.
En 1852 entró como asistente en el Museo Británico, donde fue asignado al departamento de monedas y medallas, del cual se hizo conservador en 1870. desde este cargo hizo trabajos de gran valor,como escritos, profesor y administrador. En 1882 fue uno de los responsables de la fundación del Egypt Exploration Fund, y en 1884 de inaugurar la Society of English Medallists. se retiró en 1893, y murió en 1895.
Algunos de los mejores trabajos de Poole fueron artículos para la novena edición de la Encyclopedia Britannica, sobre Egipto, jeroglíficos y numismática; también escribió para el Smith's Dictionary of the Bible, y publicó varios volúmenes tratando estos temas. Por un tiempo también fue profesor de arqueología del University College en Londres; y también lector para la  Royal Academy.